# Cuicirama smithii
Cuicirama smithii är en skalbaggsart som först beskrevs av Bates 1881.  Cuicirama smithii ingår i släktet Cuicirama och familjen långhorningar.
Artens utbredningsområde är Guyana. Inga underarter finns listade i Catalogue of Life.